# 克拉薩維奇
47°0′32″N 34°45′13″E / 47.00889°N 34.75361°E
克拉薩維奇（烏克蘭語：Красавич）是位於烏克蘭東南部的村莊，由扎波羅熱州梅利托波爾區的奇卡洛韋市鎮負責管轄。該村始建於1928年，面積0.42平方公里，海拔高度78米，2001年人口5，人口密度每平方公里11.9人。